# Pavel Šrut
Pavel Šrut (Praga, 3 de abril de 1940 – 20 de abril de 2018) fue un poeta, escritor y traductor checo.

## Carrera
Después de graduarse en 1967 en la Universidad Carolina de Praga donde estudió inglés y español, Šrut trabajó como editor en una empresa publicitaria. Desde 1972, fue escritor y traductor independiente. Junto con poetas como Ivan Wernisch y Petr Kabeš, Šrut perteneció a la famosa generación de poetas checos que publicaron sus primeros libros en la década de 1960. 
Como muchos de sus contemporáneos, no se le permitió publicar libros de sus poemas durante la ocupación soviética, excepto libros para niños. A menudo trabajó junto con la galardonada pintora e ilustradora checa Galina Miklínová (p. ej., "Verunka a kokosový dědek" (2004), que está incluida en la lista IBBY, al igual que su libro de 1992 "Kočičí král", una colección de cuentos de hadas ingleses, irlandeses, escoceses y galeses y escribió letras para músicos checos como Petr Skoumal y Framus Five. Además de su célebre poesía y libros infantiles, también fue traductor del inglés y del español. Sus traducciones incluyen obras de Dylan Thomas, Robert Graves, D. H. Lawrence, Leonard Cohen, John Updike, Federico García Lorca y otros.